# Sam & Max: Save the World
Sam & Max: Save the World släpptes 2006–2007 och är det första av den episodiska äventyrsspelen med Sam & Max i 6 delar av Telltale Games. Delarna gjordes först tillgängliga på speltjänsten GameTap 15 dagar innan de blev tillgängliga på Telltales egen hemsida. En remaster släpptes av Skunkape Games 2020. 

## Episoder

### 1. Culture Shock(1 november 2006)
Ett gäng före detta barnskådespelare, The Soda Poppers, trakasserar folk i Sam och Max område.

### 2. Situation: Comedy(5 januari 2007)
Sam och Max måste stoppa en programledare som håller sin publik som gisslan.

### 3. The Mole, the Mob, and the Meatball(8 februari 2007)
Sam och Max måste få kontakt med en mullvad som infiltrerat en leksaksmaffia.

### 4. Abe Lincoln Must Die!(9 mars 2007)
USA:s president beter sig konstigt. Sam och Max misstänker att det har med hypnos att göra.

### 5. Reality 2.0(12 april 2007)
Sam och Max måste förstöra internet för att stoppa ett datorspel som hypnotiserar världens befolkning.

### 6. Bright Side of the Moon(10 maj 2007)
Sam och Max har upptäckt vem som ligger bakom fallen av hypnos och måste åka till månen för att stoppa dem.